# Комахидзе, Дурсун Омерович
Дурсун Омерович Комахидзе (1926 год, село Гартиади, АССР Аджаристан, ССР Грузия — 1998 год, село Гартиади, Аджария, Грузия) — колхозник колхоза имени Чарквиани Батумского района, Аджарская АССР, Грузинская ССР. Герой Социалистического Труда (1949).

## Биография
Родился в 1926 году в крестьянской семье в селе Гартиади. Окончил восемь классов местной сельской школы. В послевоенное время трудился рядовым колхозником трудился на чайной плантации, в цитрусовом саду колхоза имени Чарквиани Батумского района.
В 1948 году собрал в среднем с каждого дерева по 254 лимона с 250 плодоносящих деревьев. Указом Президиума Верховного Совета СССР от 29 августа 1949 года удостоен звания Героя Социалистического Труда за «получение высоких урожаев сортового зелёного чайного листа и цитрусовых плодов в 1948 году» с вручением ордена Ленина и золотой медали «Серп и Молот» (№ 4502).
В последующие годы показывал высокие результаты при сборе цитрусовых плодов. В 1955 году собрал 4 тонны апельсинов. В 1958 году участвовал во Всесоюзной выставке ВДНХ. На протяжении нескольких лет был членом Общественного комитета контроля Аджарской АССР.
После выхода на пенсию проживал в родном селе Гартиади. Скончался в 1998 году.
Награды
- Герой Социалистического Труда
- Орден Ленина
- Медали ВДНХ.